# Hövels
Hövels ist eine Ortsgemeinde im Landkreis Altenkirchen (Westerwald) in Rheinland-Pfalz. Sie gehört der Verbandsgemeinde Wissen an.

## Geographische Lage
Hövels liegt sowohl auf der Höhe als auch im Sieg-Tal an der Bundesstraße 62, die auf 13 Kilometer Länge mit der Sieg durch die Gemeinde verläuft. Die Sieg bildet auch die Grenze zur Ortsgemeinde Mittelhof.

### Gemeindegliederung
Die Gemeinde Hövels besteht aus folgenden Ortsteilen und Höfen: Dasberg, Mühlenberg, Niedergüdeln, Niederhövels, Obergüdeln, Oberhövels, Seifen, Siegenthal, Wingertshardt.

## Geschichte
Hövels liegt auf einem niedrigen Berg und der Name der Ortsgemeinde ist von Bergnamen herzuleiten. Von „buhil, bühel“ (niedriger Berg) ist durch Lautumstellung das Wort „hübel“ entstanden, entsprechend der niederländisch-niederdeutschen Form „heuvel, hövel“. Hövels bezeichnet ursprünglich die Bewohner des Ortes.

### Ortsteil „Niederhövels“
Die Entstehung des Ortsteils Niederhövels ist auf die Eisenerzgrube „Eupel“ zurückzuführen. Am 26. Januar 1652 belehnten die Herren zu Hatzfeldt-Wildenburg den Freiherrn von Sparr mit sämtlichen Bergwerken im Crottorf-Weisweilerschen Distrikt. In dieser Urkunde wird u. a. erstmals die Grube „Aepel“ (Eupel) erwähnt. 1870 bis 1873 wurde die Bergmannssiedlung gebaut, die durch Bomben im Zweiten Weltkrieg stark beschädigt wurde. Diese Siedlung stellte bis Kriegsende den eigentlichen Ortskern dar. Durch die Bodenreform und Verkauf von Grundstücken durch die Hatzfeldt-Wildenburg'sche Verwaltung entwickelte sich oberhalb der B 62 der Ort Niederhövels. Bis zur Schließung der Grube Eupel im Jahre 1964 bestanden die Ortsnamen „Eupel“ und „Niederhövels“ gleichzeitig. Der Ortsname „Eupel“ wurde nach der Schließung der Grube offiziell aufgehoben. Außerdem war in Niederhövels noch die Grube Wingertshardt in Betrieb.

### Weiler und Höfe
Die Topographisch-Statistische Beschreibung der Königlich Preußischen Rheinprovinzen von 1830 beschreibt die Gemeinde Hövels wie folgt:

„Die Gemeinde Hövels mit 349 Einwohnern besteht aus den Weilern, Höfen und Häusern: Daßberg, Alsen, Ober- und Nieder-Güdelen, Rödderstein, Staat, Wingertshardt, Zollhaus, Eipel, Ober- und Nieder-Hövels, Mühlenberg, Seifen, Vor der Harth, Gotterbach, Wisserhütte, Siegenthal, Brückhöfen und die Brück-Mühle. In dieser Gemeinde ist das Kupfer- und Blei-Bergwerk Wingershardt, das Spateisenstein, silberhaltigen Bleierz und Kupferkies bricht, einen mächtigen Brauneisensteingang hat und auch Rohstahleisen fabrizirt.“

### Bevölkerungsentwicklung
Die Entwicklung der Einwohnerzahl von Hövels, die Werte von 1939 bis 1987 beruhen auf Volkszählungen:
| Jahr | Einwohner |
| 1939 | 608       |
| 1950 | 686       |
| 1961 | 779       |
| 1970 | 707       |

| Jahr | Einwohner |
| 1987 | 660       |
| 1997 | 690       |
| 2005 | 709       |
| 2023 | 523       |

## Politik

### Gemeinderat
Der Gemeinderat in Hövels besteht aus zwölf Ratsmitgliedern, die bei der Kommunalwahl am 9. Juni 2024 in einer Mehrheitswahl gewählt wurden, und dem ehrenamtlichen Ortsbürgermeister als Vorsitzendem. Bis zur Wahl 2014 wurde in einer personalisierten Verhältniswahl gewählt, da mehrere Listen angetreten waren.
Die Sitzverteilung im Gemeinderat:
| Wahl | SPD               | CDU               | FWG               | Gesamt   |
| ---- | ----------------- | ----------------- | ----------------- | -------- |
| 2024 | per Mehrheitswahl | per Mehrheitswahl | per Mehrheitswahl | 12 Sitze |
| 2019 | per Mehrheitswahl | per Mehrheitswahl | per Mehrheitswahl | 12 Sitze |
| 2014 | –                 | 7                 | 5                 | 12 Sitze |
| 2009 | 4                 | 4                 | 4                 | 12 Sitze |
| 2004 | 5                 | 7                 | -                 | 12 Sitze |

- FWG = Freie Wählergruppe Mittelhof-Hövels e. V.

### Bürgermeister
Ortsbürgermeister von Hövels ist Wolfgang Klein. Bei der Direktwahl am 26. Mai 2019 wurde er mit einem Stimmenanteil von 85,60 % und am 9. Juni 2024 als einziger Bewerber mit 80,2 % jeweils für fünf Jahre wiedergewählt.

### Wappen
| Wappen von Hövels | Blasonierung: „In Gold ein stilisierter schräggekreuzter schwarzer Schlägel und Eisen.“ |
| Wappen von Hövels | Wappenbegründung: Hammer und Schlägel sind das Symbol der Bergleute und sollen darauf hinweisen, dass in den Gruben Eupel und Wingertshardt in der Ortsgemeinde Hövels über Jahrhunderte bis 1964 Bergbau betrieben wurde. Der goldene Grund des Wappens soll die natürliche Farbe des in Hövels hauptsächlich gewonnenen Spateisensteins symbolisieren. |

## Wirtschaft
Im Ort sind noch sechs landwirtschaftliche Vollerwerbsbetriebe und drei Nebenerwerbsbetriebe tätig. Eine Gaststätte mit Hotel sowie mehrere kleine Handels- und Gewerbebetriebe bieten noch einige Arbeitsplätze. Hövels liegt an der Siegstrecke wo am Haltepunkt „Niederhövels“ seit 1999 eine Park & Ride-Anlage für die Strecke Au (Sieg)–Betzdorf–Siegen besteht.

## Verkehr
Im Ortsteil Niederhövels befindet sich ein Bahnhof der Siegstrecke. 1951 erhielt er ein neues Stellwerk.
Den Bahnhof bedient die Regionalbahnlinie RB 90 (Westerwald-Sieg-Bahn) der Hessischen Landesbahn HLB, Betriebsbereich Dreiländerbahn, nach dem Rheinland-Pfalz-Takt täglich im Stundentakt. Zusätzlich halten im Nacht- und Berufsverkehr einzelne Züge des RE 9.
| Linie | Verlauf | Takt |
| ----- | --- | --- |
| RE 9  | Rhein-Sieg-Express: Aachen Hbf – Aachen-Rothe Erde – Stolberg (Rheinl) Hbf – Eschweiler Hbf – Langerwehe – Düren – Horrem – Köln-Ehrenfeld – Köln Hbf – Köln Messe/Deutz – Porz (Rhein) – Troisdorf – Siegburg/Bonn – Hennef (Sieg) – Eitorf – Herchen – (Dattenfeld –)* Schladern (Sieg) – (Rosbach (Windeck) –)* Au (Sieg) – (Etzbach –)* Wissen (Sieg) – (Niederhövels – Scheuerfeld (Sieg) –)* Betzdorf (Sieg) – Kirchen – Brachbach (– Niederschelden – Eiserfeld (Sieg))* – Siegen Hbf * Halt einzelner Züge im Nacht- und Berufsverkehr Stand: Fahrplanwechsel Dezember 2023 | 60 min                                                                                                  |
| RB90  | Westerwald-Sieg-Bahn: (Kreuztal – Siegen-Geisweid – Siegen-Weidenau –)* Siegen Hbf – Eiserfeld (Sieg) – Niederschelden Nord – Niederschelden – Mudersbach – Brachbach – Freusburg Siedlung – Kirchen – Betzdorf (Sieg) – Scheuerfeld (Sieg) – Niederhövels – Wissen (Sieg) – Etzbach – Au (Sieg) – Geilhausen – Pracht Hohegrete – Breitscheidt (Kr Altenkirchen Ww) – Kloster Marienthal (wochentags zweistdl.) – Obererbach – Altenkirchen (Westerwald) – Ingelbach – Hattert – Hachenburg – Unnau-Korb – Nistertal-Bad Marienberg (– Büdingen (Westerw) – Enspel – Rotenhain) (zweistündlich) – Langenhahn – Westerburg – Willmenrod – Berzhahn – Wilsenroth – Frickhofen – Niederzeuzheim – Hadamar – Niederhadamar – Elz (Kr Limburg/Lahn) – Staffel – Diez Ost – Limburg (Lahn) * einzelne Züge an Werktagen Stand: Fahrplanwechsel Dezember 2022 | 60 min zus. Verstärkerzüge Betzdorf–Altenkirchen 120 min (Westerburg–Limburg an Wochenenden/Feiertagen) |

## Vereine
Hövels verfügt über ein reiches Vereinsleben, in dem u. a. der Dorfverschönerungsverein, der Sportverein TuS 04 Germania Niederhövels, der Spielmannszug „Alte Kameraden“ Niederhövels, der evangelische Frauenchor, der Gartenbauverein und die konfessionellen Frauengemeinschaften sowie der Karnevalsverein hervorzuheben sind.

## Kulturdenkmäler
Liste der Kulturdenkmäler in Hövels